# Frontière entre l'Algérie et l'Espagne
La frontière entre l'Algérie et l'Espagne est la frontière entièrement maritime entre l'Algérie et l'Espagne en mer Méditerranée. Elle est l'une des frontières extérieures de l'espace Schengen côté de l'union européenne.